# Conothele gressitti
Conothele gressitti är en spindelart som först beskrevs av Carl Friedrich Roewer 1963. 
Conothele gressitti ingår i släktet Conothele och familjen Ctenizidae. Inga underarter finns listade i Catalogue of Life.